# Напад титана (ТВ серија)
Напад титана (јап. 進撃の巨人 , енгл. Attack on Titan) је јапанска аниме телевизијска серија, заснована на истоименој манга серији коју је написао и илустровао Хаџиме Исајама, која је премијерно емитована од 7. априла 2013. до 5. новембра 2023. године. Емитована је на каналу NHK General TV у Јапану, као и на каналу Aniplus Asia у различитим азијско-пацифичким земљама. У Сједињеним Државама и Канади серија је емитована путем стриминг услуга Crunchyroll, Funimation, Netflix, Amazon Prime Video и Hulu. Напад титана је такође емитован путем програмског блока Adult Swim.
Смештена у пост-апокалиптични свет где последњи остаци човечанства живе иза бедема који их штите од гигантских хуманоидних титана, серија прати протагонисту Ерена Јегера, заједно са његовим пријатељима Микасом Акерман и Армином Арлертом. Када Колосални титан пробије бедем њиховог родног града, титани уништавају град и убијају Еренову мајку. Тражећи освету, Ерен се придружује елитном Извиђачком корпусу, групи војника који се боре против титана. Напад титана прати Ереново путовање са Извиђачким корпусом док се боре против титана и истражују њихово порекло и историју.
Серија је добила широко признање критичара и створила је широку, активну и међународну базу обожавалаца. Критичари и публика похвалили су причу, ликове, анимацију, акционе сцене, музику, гласовну глуму и мрачне теме.

## Радња
Ерен Јегер је дечак који живи у граду Шиганшина, који се налази на крајњем од три кружна бедема који штите своје становнике од титана. Године 845, први бедем (бедем Марија) пробијају два нова типа титана, Колосални титан и Оклопни титан. Након уласка титана у град, Еренову мајку је појео Насмејани титан, а Ерен бежи. Заклиње се да ће се осветити свим титанима и пријављује се у војску заједно са својом усвојеном сестром Микасом Акерман и својим најбољим пријатељом Армином Арлертом. Пет година након пада Шиганшине, Колосални титан напада град Трост, који се налази на другом унутрашњем бедему (бедем Росе). Ерен помаже у успешној одбрани града након што открије мистериозну способност да се претвори у свесног Нападачког титана. Поред тога, враћају му се сећања на оца који му је дао ову способност убрзо након пада зида Марија и рекао му да се истина о њиховом свету може пронаћи у подруму њихове куће у Шиганшини. Ови догађаји привлаче пажњу Извиђачког корпуса и њиховог команданта, Ервина Смита, који намерава да искористи своју моћ да поврати бедем Марија и дође до подрума Јегерових. Ерен, Микаса и Армин су пребачени у Одред за специјалне операције, под надзором капетана Левија Акермана и Ханђи Зои.
Током експедиције у шуму између бедема, Ерен и његови сапутници наилазе на свесног Женског титана, коју касније разоткривају као своју војну другарицу Ани Леонхарт. Уз помоћ својих пријатеља, Ерен се бори и побеђује Ани, која формира непробојни кристални омотач око себе. Након борбе, откривено је да постоје титани који спавају унутар бедема (познати као бедемски титани). Убрзо након тога, чисти титани се мистериозно појављују унутар бедема Росе без доказа о томе како су ушли, у пратњи свесног Зверског титана. За Имир, једну од нових дипломаца Извиђачког корпуса, открива се да се такође може трансформисати у свесног Чељусног титана, док се Имирина блиска пријатељица Криста Ленц открива као Хисторија Рејс, чланица краљевске породице. Два друга члана Извиђачког корпуса, Рајнер Браун и Бертолт Хувер, откривају се као Оклопни и Колосални титан. Покушавају да киднапују Ерена и Имир, али не успевају. У бици која је уследила, Ерен открива још једну моћ у себи звану „Координата”, која му омогућава да контролише друге титане, које користи да убије Насмејаног титана и пошаље хорду чистих титана да нападну Рајнера и Бертолта. Ово приморава њих двојицу да побегну, током чега Имир добровољно бежи са њима, приносећи себе као жртву да спречи Хисторију да буде мета непријатеља. Након ових догађаја, утврђено је да су чисти титани који су се изненада појавили унутар бедема Росе били становници разних села унутар поменутог бедема, који су на неки начин претворени у титане. Ово доводи ликове до закључка да су сви чисти титани, у ствари, трансформисана људска бића.
Ерен и његови пријатељи придружују се Левијевом одреду, док је Извиђачки корпус на мети војне полиције коју води Кени Акерман, Левијев ујак. Том приликом откривају да трансформацијом у чистог титана путем серума направљеног од кичмене течности и једењем другог свесног титана, особа може стећи титанске способности, као и да су Хисторија и њен отац, Род Рејс, једини преживели чланови краљевске крвне лозе. Род киднапује Ерена јер је у поседу Оснивачког титана, којег је добио његов отац Гриша након што је појео Фриду Рејс (Хисторијину полусестру), након чега је Ерен појео свог оца. Род се претвара у монструозног абнормалног титана, али га убија Хисторија (уз помоћ Извиђачког корпуса), након чега је проглашена краљицом.
Након што је решио политичке немире, Извиђачки корпус предводи успешну операцију за поновно заузимање Шиганшине, борећи се против Зверског, Колосалног, Оклопног и Теретног титана, али претрпевши огромне жртве, при чему Ервин умире током самоубилачког напада на Зверског титана, а Армин стиче власништво над Колосалним титаном када му Леви убризгава серум који му је дао Кени, након што је појео Бертолта. Ерен и његови сапутници враћају се у његову кућу из детињства, где откривају истину свог света: они су заправо Елдијци, заклети непријатељи освајачких Марлијаца и да су затворени у бедемима након што је првобитни краљ Карл Фриц побегао од рата. Они нису последњи преживели људи како им је речено, већ затворена секта Елдијаца на изолованом острву званом Парадис. Пошто су они „Имирини субјекти” који се могу претворити у титане убризгавањем титанске кичмене течности, Елдијци су и даље угњетавани од стране Марлијаца. У години након битке код Шиганшине, Извиђачки корпус убија све преостале чисте титане на острву.
Три године касније, Извиђачки корпус покреће напад на марлијску престоницу, Либерио, који су организовали Ерен и његов полубрат Зик, који је власник Зверског титана. Том приликом, Ерен убија Вилија Тајбура, Елдијца који је (заједно са својом породицом) контролисао Марлију из сенке, и добија власништво над Титаном Ратног Чекића након што је појео његовог претходног власника, Вилијеву сестру Лару. Међутим, Ерен бива затворен због деловања против наређења, али успева да побегне са фракцијом екстремистичких војника са Парадиса познатих као Јегеристи. Зик је задржан у Левијевом притвору, али успева да побегне, тешко га ранивши, али га не убивши.
Марлијска ваздушна флота, предвођена Рајнером, покреће инвазију на Парадис, а у бици која је уследила настаје хаос. Ерен и Зик се поново удружују, што их води до Стаза — низа капија које повезују све Елдијце кроз време и простор. Тамо се сусрећу са свешћу Имир Фриц — оригиналног титана — чија је измучена прошлост довела до њеног заточеништва на Стазама током хиљада година. Зик покушава да убеди Имир да испуни његову жељу и спречи Елдијце да се размножавају масовном стерилизацијом. Уместо тога, међутим, Ерен убеђује Имир да употреби своју моћ да изазове Тутњаву — ослобађајући хиљаде бедемских титана који су држани унутар парадиских бедема и предводећи их у геноцидни марш да убију све људе ван острва.
Извиђачки корпус се удружује са преосталим марлијским снагама, укључујући Рајнера и сада ослобођену Ани да зауставе Ерена, и они побеђују Јегеристе пре него што се сукобе са Ереном. Након што Леви убије Зика и мистериозно створење које је извор свих моћи титана, Микаса убија Ерена, узрокујући нестанак моћи титана, враћајући све титане у људски облик, и одузимајући мењачким титанима њихове моћи, ослобађајући тако све Елдијце од клетве. Открива се да је оно што се догодило део Ереновог плана да поштеди двадесет посто човечанства, при чему су Армин, Леви, Микаса и остали препознати као хероји у очима света јер су га убили и зауставили Тутњаву.
Три године касније, док се Парадис и остатак света обнављају, Армин и његови савезници почињу мировне преговоре које предводи краљица Хисторија. Микаса сахрањује Ерена испод дрвета на брду у близини Шиганшине. Дрво расте током времена и почиње да личи на оно где је живео организам који је Имир дао моћ титана. Неодређено време након Микасине смрти, модернизована Шиганшина је у рату претворена у рушевине. Серија се завршава тако што дечак прилази дрвету које је постало окружено дивљином, што указује да би се титани могли поново вратити.

## Епизоде
| Сезона | Сезона | Епизоде | Епизоде          | Оригинално емитовање | Оригинално емитовање |
| Сезона | Сезона | Епизоде | Епизоде          | Премијера            | Финале               |
| ------ | ------ | ------- | ---------------- | -------------------- | -------------------- |
|        | 1.     | 25      | 25               | 7. април 2013.       | 29. септембар 2013.  |
|        | 2.     | 12      | 12               | 1. април 2017.       | 17. јун 2017.        |
|        | 3.     | 22      | 12               | 23. јул 2018.        | 15. октобар 2018.    |
| 10     | 3.     | 22      | 29. април 2019.  | 1. јул 2019.         |                      |
|        | 4.     | 30      | 16               | 7. децембар 2020.    | 29. март 2021.       |
| 12     | 4.     | 30      | 10. јануар 2022. | 4. април 2022.       |                      |
| 2      | 4.     | 30      | 4. март 2023.    | 5. новембар 2023.    |                      |